# Unión Nacional Étnica
La Unión Nacional Étnica (en ruso: Этническое национальное объединение; en ucraniano: Етнічне національне об'єднання; en bielorruso: Этнічнае нацыянальнае аб'яднаньне) es una organización política neonazi, activa actualmente en Rusia, Ucrania y Bielorrusia. 
La organización fue fundada por antiguos miembros de la Sociedad Nacionalsocialista, un partido político ruso ilegalizado durante el mandato de Dimitri Medvédev, y por militantes del Batallón Azov, incorporando también a miembros de otras organizaciones fascistas y de extrema derecha. Las actividades de la organización, radican principalmente en las ciudades de Moscú, Irkutsk, Rostov del Don y San Petersburgo, entre otras. Aun y así, según el Servicio Federal de Seguridad, las actividades se organizan desde Kiev. Entre estas, se encuentran atentados en contra de gente que no sea de origen eslavo y de autoridades del estado. La propaganda, se propaga por canales de Telegram, VK e Instagram. 
La estructura de la organización se compone de grupos autónomos neonazis, comandados por líderes racistas locales. Por esta razón, no cuentan con un número exacto de miembros. Además, apoyan abiertamente las acciones de activistas neonazis como Dylann Roof y Maxim Martsinkevich.